# Соболевский, Эдуард
Иоганн Фридрих Эдуард Соболевский (иногда фон Соболевский, нем. Johann Friedrich Eduard Sobolewski; 1 октября 1804, Кёнигсберг — 17 мая 1872, Сент-Луис) — немецко-американский дирижёр и композитор польского происхождения.
Изучал композицию в Берлине у Карла Фридриха Цельтера, затем в 1821—1824 гг. в Дрездене у Карла Марии фон Вебера.
Вернувшись в Кёнигсберг, в 1830 г. занял пост музыкального руководителя Кёнигсбергского театра, затем в 1835 г. получил назначение на должность кантора Альтштадтской кирхи, старое здание которой уже было разрушено, а к строительству нового ещё только шла подготовка (в обязанности кантора входил контроль за проектированием с точки зрения пригодности здания для надлежащего исполнения церковной музыки). Однако восстановления собора Соболевский в этой должности не дождался: в 1838 г. его избрал своим главным дирижёром сформировавшийся в городе любительский оркестр, а в 1843 г. к этому посту добавилось и руководство возникшим в городе хором «Музыкальная академия». Наконец, в 1847 г. Соболевский вновь возглавил Кёнигсбергскую оперу. В кёнигсбергский период жизни Соболевский сочинил и поставил в городе шесть опер: «Имоген» (1832), «Велледа, пророчица броков» (нем. Velleda, die Seherin des Brockens; 1835, по легенде о Веледе), «Сальватор Роза» (1848), «Хорасанский пророк» (нем. Der Seher von Khorassan; 1850, по мотивам поэмы Томаса Мура «Лалла-Рук»), «Жижка из Кельха» (нем. Ziska vom Kelch; 1851, по поэме Альфреда Майсснера о Яне Жижке) и «Песня-предательница» (нем. Ein Lied als Verräther; 1852). В этот же период им были написаны оратории «Воскрешение Лазаря» (нем. Die Auferweckung des Lazarus; 1837, по И. Г. Гердеру), «Иоанн Креститель» (1839), «Спаситель» (нем. Die Erlöser; 1840—1841), хоровая симфония «Юг и Север» (нем. Süden und Norden) и «мистерия» «Небо и земля» по поэме Байрона (обе 1845). Некоторые из этих сочинений исполнялись также в Лейпциге. Кроме того, Соболевский активно выступал как музыкальный критик, в том числе в «Новой музыкальной газете» Роберта Шумана.
В 1854 году Соболевский на пять лет возглавил Бременскую оперу. В этот период он осуществил всего одну премьеру собственной оперы, поставив в 1857 г. «Комалу, королевскую дочь из Инистора» (нем. Komala, die Königstochter von Inisthore) по поэме Джеймса Макферсона, — зато эта опера принесла ему известность: годом позже её поставили уже в Веймаре под управлением Ференца Листа, на оперу откликнулся пространным отзывом заметный музыкальный критик Рихард Поль. В бременский период Соболевский также опубликовал целый ряд полемических брошюр, в том числе «Опера, а не драма» (нем. Oper, nicht Drama; 1857, с объяснением принципов своей работы над «Комалой»).
В 1859 г. Соболевский покинул Германию и отправился в США, обосновавшись первоначально в Милуоки, где в том же году поставил свою оперу «Мохега, или Лесной цветок» (нем. Mohega, die Blume des Waldes) — вероятно, первую оперу на сюжет из Американской войны за независимость: индейская девушка Мохега влюблена в генерала Казимежа Пулавского и погибает, безуспешно пытаясь спасти его при сражении под Саванной (считается, что Соболевский сочинил либретто сам, основываясь на воспоминаниях своего деда, служившего под командованием Пулавского). В 1860 г. Соболевский предпринял попытку основать в Милуоки симфонический оркестр, однако смог дать только два концерта. Он также давал уроки, в том числе молодому Кристоферу Баху. Летом того же года Соболевский был приглашён в Сент-Луис, чтобы возглавить создававшийся там оркестр, и работал с этим коллективом до конца жизни. В поздний период он сочинял исключительно песни.